# Atlantische klimop
De Atlantische klimop (Hedera hibernica) is een houtige plant uit de klimopfamilie (Araliaceae). De soort lijkt op de klimop (H. helix).
De soort komt voor langs de Atlantische kusten van Europa, van Portugal tot Ierland. De plant groeit tot een hoogte van circa 10 m. De plant kan als bodembedekker en als klimplant gebruikt worden.

## Ecologie
In delen van Noord-Amerika met zachte winters wordt de Atlantische klimop als invasieve soort beschouwd. In het klimaat van de Benelux is de soort niet helemaal winterhard.

## Tuin
Voor gebruik in de tuin zijn een aantal cultivars beschikbaar:
- H. hibernica 'Arbori Compact'
- H. hibernica 'Deltoidea'
- H. hibernica 'Dunloe Gap'
- H. hibernica 'Irish Arborescent'
- H. hibernica 'Sulphurea'